# Дмитриевогорское сельское поселение
Дмитриевогорское сельское поселение — муниципальное образование в Меленковском районе Владимирской области.
Административный центр — село Дмитриевы Горы.

## География
Территория поселения расположена в юго-восточной части района.

## История
Дмитриевогорский сельсовет образован в 1920-х годах в составе Дмитриево-Горской волости Муромского уезда, с 1929 года — в составе Ляховского района. В 1954 году в состав сельсовета включены упразднённые Больше-Санчурский и Окшовский сельсоветы, в 1959 году — Воютинский сельсовет. С 1963 года Дмитриевогорский сельсовет в составе Меленковского района.
Дмитриевогорское сельское поселение образовано 13 мая 2005 года в соответствии с Законом Владимирской области № 57-ОЗ. В его состав вошла территория бывшего Дмитриево-Горского сельсовета.

## Население
| 2010  | 2011  | 2012  | 2013  | 2014  | 2015  | 2016  | 2017  | 2018  |
| ----- | ----- | ----- | ----- | ----- | ----- | ----- | ----- | ----- |
| 2434  | ↘2418 | ↘2370 | ↘2329 | ↘2250 | ↘2192 | ↘2135 | ↘2097 | ↘2063 |
| 2019  | 2020  | 2021  |       |       |       |       |       |       |
| ↘2042 | ↘2002 | ↘1971 |       |       |       |       |       |       |

## Состав сельского поселения
В состав поселения входит 7 населённых пунктов:
| № | Населённый пункт | Тип населённого пункта       | Население |
| - | ---------------- | ---------------------------- | --------- |
| 1 | Большой Санчур   | деревня                      | ↘100      |
| 2 | Воютино          | село                         | ↘292      |
| 3 | Дмитриевы Горы   | село, административный центр | ↘1010     |
| 4 | Кононово         | деревня                      | ↘325      |
| 5 | Малый Санчур     | деревня                      | ↘147      |
| 6 | Муратово         | деревня                      | ↘13       |
| 7 | Окшово           | деревня                      | ↘84       |